# Stanz im Mürztal
Pour les articles homonymes, voir Stanz.
Stanz im Mürztal est une commune autrichienne du district de Bruck-Mürzzuschlag en Styrie.